# Oplosia cinerea
Oplosia cinerea је врста инсекта из реда тврдокрилаца (Coleoptera) и породице стрижибуба (Cerambycidae). Сврстана је у потпородицу Lamiinae.

## Распрострањеност
Врста је распрострањена на подручју Европе, Русије и Кавказа. У Србији је ретка врста.

## Опис
Тело је смеђецрне боје, на задњем делу елитри је широка али не оштро омеђена попречна, тамнија врпца. База шава и задња четвртина елитрона су покривене светлим длачицама. Антене од трећег чланка базално имају беличасте длачице. Дужина тела је од 9 до 13 mm.

## Биологија
Животни циклус траје годину дана. Ларве се развијају у мртвим лежећим гранама пречника од 4 до 15 cm. Адулти се налазе на гранама, шибљу испод дрвета или отпалим гранама. Као биљка домаћин јављају се различите врсте листопадних дрвећа: липа (Tilia), буква (Fagus), леска (Corylus), итд. Одрасле јединке се срећу од маја до јула.

## Синоними
- Exocentrus cinereus Mulsant, 1839
- Cerambyx fennicus Paykull, 1800 nec Linnaeus, 1758
- Oplosia fennica (Paykull, 1800)
- Lepargus fennicus (Paykull, 1800)
- Oplosia fennica fennica (Paykull, 1800)